# Redimi2
Willy González Cruz (né le 3 juillet 1979 à Santo Domingo), mieux connu sous le nom de Redimi2, est un chanteur dominicain de musique chrétienne contemporaine évangélique de style hip-hop chrétien. Depuis 2000, Redimi2 compte douze albums , un Premios Arpa, et plusieurs nominations.

## Biographie

### Jeunesse et débuts
Redimi2 est né le 3 juin 1979 à Saint-Domingue.  Dans l'enfance, il a des talents dans le domaine des arts comme le dessin, la peinture et le théâtre. À 12 ans, il a commencé à aimer la musique rap et à 15 ans, c'est sa musique préférée.  À 17 ans, il est tombé dans la dépendance aux drogues, la vente et la consommation. En 1999, après une nouvelle naissance, il est devenu chrétien évangélique.
Cette même année, il commence dans la musique avec un groupe de jeunes, y compris son frère JG, et crée le groupe Redimi2 Squad, qui serait après Willy, avant de devenir Redimi2. Il sort son premier album Combinación Mortal en 2000 sous le pseudonyme de Redimi2.

### Carrière
En 2009, il se marie et devient père d'une fille.
En 2015, il remporte un Premios Arpa pour MÁS avec Funky dans la catégorie Meilleur album urbain de l'année.
Durant sa carrière, il a travaillé avec différents chanteurs de musique chrétienne, tels Funky, Alex Zurdo, Barak, Lilly Goodman et a fait des tournées dans plusieurs pays.

## Discographie
- 2000 : Combinación Mortal
- 2004 : Hasta Los Dientes
- 2006 : Revolución
- 2008 : Vivo: El Concierto
- 2009 : Phenomenon Edition
- 2011 : Exterminador Operación P.R.
- 2012 : Exterminador Operación P.R. 100X35
- 2012 : Exterminador Operación R.D.
- 2014 : Exterminador Operación Mundial
- 2016 : Pura Sal
- 2018 : Trapstornadores
- 2020 : 20/20
- 2021 : Momentum
- 2022 : Rompiendo
- 2023 : Rap Redimi2: Maverick

### Collaboration
- 2007 : El Equipo Invencible (colaboration)
- 2013 : Más (avec Funky)
- 2021 : Uno (avec Alex Zurdo et Funky)